# Capella de Sant Bernat de Menthon
La capella de Sant Bernat de Menthon o d'Aosta és un monument del municipi de Montseny (Vallès Oriental) inclòs en l'Inventari del Patrimoni Arquitectònic de Catalunya.

## Descripció
Dedicada al patró dels excursionistes i muntanyencs, és un edifici religiós d'una sola nau situat a 850 metres d'altitud. Fou beneïda el 15 de juny de 1952. La façana té una porta d'arc de mig punt, un ull de bou al damunt i un campanar d'espadanya amb dues obertures d'arc de mig punt per a les campanes. Corona el campanar un cos piramidal. Hi ha un pòrtic amb coberta recolzada a la façana i sobre columnes. Té un absis circular i a les parets laterals hi ha finestres petites perquè entri la llum. És un edifici de dimensions reduïdes.
A dins de la capella, uns vitralls ornen les finestres i són dedicats a sant Antoni Maria Claret, sant Segimon, beat Mir de Tagamanent i sant Miquel dels Sants tots ells vinculats al Montseny. En els de l'absis hi són representats sant Delmir i la Mare de Déu del Pilar patronímics del matrimoni que feu construir la capella.

Una escultura de sant Bernat d'Aosta presideix l'ermita. És obra de l'escultor Joaquim Ros i Bofarull. A tocar de la boca de l'absis hi ha una imatge de talla de la Mare de Déu de la Pau.

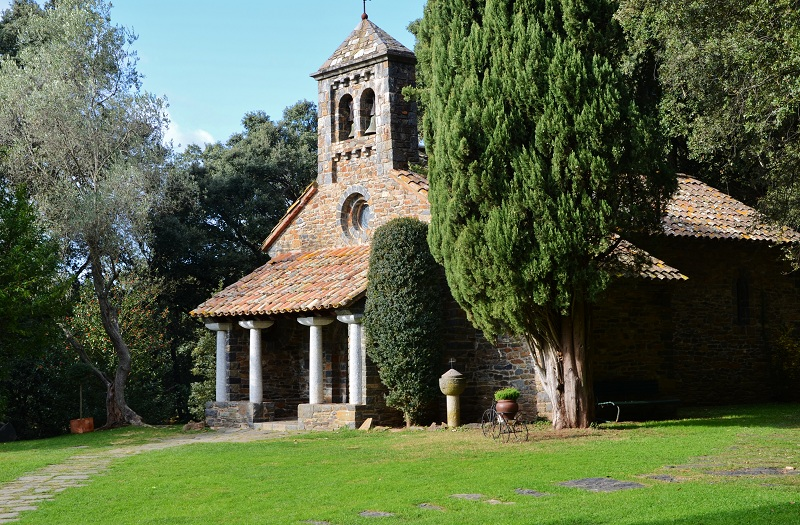
Capella de Sant Bernat de Menthon (Montseny) - 5

Es construí un nou altar reliquiari, obra d'Alfons Serrahima, que fou consagrat el 15 de juny de 1964 pel prebost de la Congregació Hospitalera del Gran Sant Bernat, que hi diposità una relíquia de sant Bernat.

## Història
Uns tres quilòmetres més amunt de Sant Martí del Montseny, hi ha l'hotel de Sant Bernat de Menthon, al costat mateix d'aquesta capella neoromànica dedicada a sant Bernat de Menthon, obra de l'arquitecte Josep Maria Ros i Vila, construïda vers 1952 per Delmir de Caralt i Puig.